# Ante Tomić
Ante Tomić (ur. 23 maja 1983 w Zagrzebiu) – piłkarz chorwacki grający na pozycji środkowego pomocnika.
Tomić urodził się w stolicy Chorwacji, Zagrzebiu. Jeszcze jako nastolatek trafił do piłkarskiej szkółki najsłynniejszego klubu w kraju Dinama Zagrzeb. Mając 16 lat ocierał się o pierwszy zespół, ale kierownictwo Dinama zdecydowało, że wypożyczy Ante do jednego z klubów drugiej ligi i ostatecznie latem 2000 roku Tomić trafił na wypożyczenie do Croatii Sesvete. Tam spędził cały sezon 2000/2001 a na kolejny (2001/2002) powrócił do Dinama. W 15. kolejce pierwszej ligi, 17 listopada Tomić zadebiutował w lidze meczem z zespołem NK Marsonia. Trener Ilija Lončarević wprowadził w 73. minucie na boisko 18-letniego Tomicia za Jasmina Agicia. Natomiast 2 marca 2002 Tomić w swoim drugim występie w lidze zdobył pierwszą bramkę w Prva HNL. W meczu z NK Pomorac wszedł na boisko w 67. minucie za Silvio Maricia, a w 72. minucie ustalił wynik spotkania na 4:0, stając się tym samym jednym z najmłodszych strzelców w historii Dinama. W całym sezonie zagrał łącznie 7 meczów. Ostatecznie z Dinamem Tomić zajął 3. miejsce w lidze. Na sezon 2002/2003 został ponownie wypożyczony, tym razem do drugoligowego Interu Zaprešić. Latem 2003 powrócił do Zagrzebia i przez kolejne sezony Tomić jest rezerwowym pomocnikiem drużyny. W kolejnych sezonach (2003/2004, 2004/2005 i 2005/2006) strzelał po jednej bramce w każdym z nich. W 2004 roku zdobył z Dinamem Puchar Chorwacji, a w roku 2006 wywalczył mistrzostwo Chorwacji. Mistrzem kraju został także w 2008, 2009 i 2010 roku.
W sezonie 2007/2008 Tomić był wypożyczony do Skody Xanthi. W 2010 roku odszedł z Dinama do słoweńskiego FC Koper. W 2011 roku został zawodnikiem Sanfrecce Hiroszima.
Jeśli chodzi o reprezentacyjną karierę, to Ante Tomić ma 2 występy w młodzieżowej reprezentacji Chorwacji w kategorii Under-21 przeciwko reprezentacji Anglii oraz reprezentacji Belgii – oba w 2003 roku.

## Kariera
| Sezon   | Klub                | Kraj      | Rozgrywki            | Mecze | Bramki |
| ------- | ------------------- | --------- | -------------------- | ----- | ------ |
| 2000/01 | NK Croatia Sesvete  | Chorwacja | druga liga Chorwacji | ?     | ?      |
| 2001/02 | Dinamo Zagrzeb      | Chorwacja | Prva HNL             | 7     | 1      |
| 2002/03 | Inter Zaprešić      | Chorwacja | druga liga Chorwacji | ?     | ?      |
| 2003/04 | Dinamo Zagrzeb      | Chorwacja | Prva HNL             | 11    | 1      |
| 2004/05 | Dinamo Zagrzeb      | Chorwacja | Prva HNL             | 18    | 1      |
| 2005/06 | Dinamo Zagrzeb      | Chorwacja | Prva HNL             | 12    | 1      |
| 2006/07 | Dinamo Zagrzeb      | Chorwacja | Prva HNL             | 16    | 0      |
| 2007/08 | Dinamo Zagrzeb      | Chorwacja | Prva HNL             | 2     | 0      |
| 2007/08 | Škoda Xanthi        | Grecja    | Alpha Ethniki        | 16    | 0      |
| 2008/09 | Dinamo Zagrzeb      | Chorwacja | Prva HNL             | 8     | 1      |
| 2009/10 | Dinamo Zagrzeb      | Chorwacja | Prva HNL             | 0     | 0      |
| 2010/11 | FC Koper            | Chorwacja | Prva Liga            | 11    | 1      |
| 2011    | Sanfrecce Hiroszima | Japonia   | J. League            |       |        |